# Deutschlandtakt

Logo des Deutschlandtakts

Deutschlandtakt, auch Deutschland-Takt oder kurz D-Takt, bezeichnet ein Konzept für einen deutschlandweit abgestimmten integralen Taktfahrplan, mit dem ein Zielfahrplan für den Schienenpersonennah- und -fernverkehr aufgestellt wird und auf dessen Grundlage Neubaustrecken und andere Infrastrukturmaßnahmen umgesetzt werden sollen. Im Gegensatz zur bisherigen Praxis, den Fahrplan anhand der vorgegebenen Infrastruktur zu planen, definiert der D-Takt dabei zuerst den Zielfahrplan und leitet daraus die notwendigen Anpassungen des Schienennetzes ab, um diesen Zielfahrplan umsetzbar zu machen („fahrplanbasierte Infrastruktur“). Der Zielfahrplan sieht einen Halbstundentakt auf den wichtigsten Verbindungen im Fernverkehr vor. Das Angebotskonzept für den Deutschlandtakt geht von einer Verdopplung der Fahrgastzahlen im Schienenpersonennah- und -fernverkehr aus.
Der Zielfahrplan des Deutschlandtakts wird seit 2023 weiterentwickelt. Die Veröffentlichung der weiterentwickelten Fassung steht aus (Stand: Januar 2025).

## Geschichte
Regional- und Fernverkehrszüge verkehren in Deutschland weitestgehend im Taktfahrplan mit einer einheitlichen Symmetrieminute von 58 1⁄2. Darüber hinaus wurden Anfang der 1990er Jahre in einzelnen Regionen erste integrale Taktfahrpläne (ITF) entwickelt, beispielsweise der Allgäu-Schwaben-Takt (1993) Rahmen des ITF-Südwest-Projekts und der Rheinland-Pfalz-Takt (1994). Diese Konzepte wurden nach der 1996 begonnenen Regionalisierung fortgeführt.
Am 7. April 2008 wurde die Initiative Deutschland-Takt gegründet. Auf Anfrage der Bundestagsfraktion Bündnis 90/Die Grünen antwortete die Bundesregierung im Juli 2010, dass die Bundesarbeitsgemeinschaft Schienenpersonennahverkehr und die Deutsche Bahn beabsichtigen, die Realisierbarkeit eines Integralen Taktfahrplans in Deutschland im Rahmen einer Machbarkeitsstudie zu prüfen. Am 13. September 2011 fand die konstituierende Sitzung des Lenkungskreises zur Prüfung von Vorschlägen für einen Deutschlandtakt statt. Das Bundesministerium für Verkehr und digitale Infrastruktur schrieb im April 2013 eine Machbarkeitsstudie für einen Deutschlandtakt im Schienenverkehr mit einer Laufzeit von Oktober 2013 bis Oktober 2014 aus und vergab diese an das Institut für Verkehrswesen, Eisenbahnbau und -betrieb der Technischen Universität Braunschweig.
Im Oktober 2014 wurde die Technische Universität Braunschweig mit ergänzenden Untersuchungen beauftragt, in deren Rahmen vier Szenarien entwickelt und ausgewertet werden sollen. Die Studie habe laut Angaben des Bundesministeriums für Verkehr und digitale Infrastruktur ergeben, dass ein Deutschlandtakt betrieblich, technisch und rechtlich realisierbar sei.
Unter dem Titel Zielfahrplan 2030plus ließ das Bundesministerium für Verkehr und digitale Infrastruktur seit April 2016 einen modellhaften Fahrplan für das gesamte Netz erarbeiten. Dazu wurde ein Konsortium geführt von SMA und Partner beauftragt. In diesem Zielfahrplan sind das gesamte Fern- und Regionalverkehrsnetz des Personenverkehrs sowie Systemtrassen für den Güterverkehr enthalten. Aufbauend auf dem Zielnetz des Bundesverkehrswegeplans 2030 sollten weitere Infrastrukturmaßnahmen ausgewählt werden, um einen günstigen Fahrplan zu erreichen.
Im Oktober 2018 wurde der Gutachterentwurf für einen Zielfahrplan des Deutschlandtakts im Bundesministerium für Verkehr und digitale Infrastruktur präsentiert. Man wolle damit „bis 2030 die Zahl der Fahrgäste verdoppeln“ und sieht den Takt als „das größte Projekt im Eisenbahnbereich seit der Bahnreform von 1994“, so Bundesverkehrsminister Andreas Scheuer. Am 7. Mai 2019 wurde der zweite Gutachterentwurf vorgestellt. Der dritte Entwurf wurde am 30. Juni 2020 durch das Bundesministerium für Verkehr und digitale Infrastruktur vorgestellt.
Der Bund stellte den Ländern einen Auszug aus der dem Deutschlandtakt zugrunde liegenden Infrastrukturliste zur Verfügung. Während er sich zur Finanzierung von Infrastruktur für den Fern- und Güterverkehr in der Pflicht sieht, sollen als Nahverkehrsprojekte klassifizierte Maßnahmen von den Ländern übernommen werden. Zu klären sind ferner unter anderem Trassenzugang, Marktmodell und Tarif im Schienenpersonenfernverkehr. Nach Ansicht von Beobachtern müsste das Planungsrecht beschleunigt werden, um eine zügige Umsetzung der notwendigen Maßnahmen sicherzustellen. Offen ist auch, ob auch für den Güterverkehr ein ähnlich ambitioniertes Verlagerungsziel zugrunde gelegt werden soll.
Bei der Erarbeitung des Deutschlandtakts brachten sich die Länder unterschiedlich stark ein. Die Beteiligung reichte von der Vermeidung der Nennung eigener Vorstellungen, um nicht finanziell in die Pflicht genommen zu werden, bis hin zur Einbringung eigener Vorstellungen zur Netzentwicklung.
Ein Entwurf für einen Abschlussbericht zum Projekt Deutschlandtakt wurde durch die Gutachter erarbeitet und in vorläufiger Fassung im August 2021 vorgelegt. Der finalisierte Bericht wurde im September 2022 veröffentlicht.

### Weiterentwicklung
Mitte 2020 war geplant, den Zielfahrplan des Deutschlandtakts auf Grundlage der bis 2023 zu erstellenden Eisenbahnverkehrsprognose 2035 anzupassen. Nach dem Willen des BMDV soll bei der Weiterentwicklung die grundlegenden Elemente des Zielfahrplans beibehalten und auch alle bislang abgeleiteten Großprojekte beibehalten werden. Im neuen Zielfahrplan soll die im Sommer 2023 erwartete Verkehrsprognose 2040, insbesondere für den Güterverkehr, berücksichtigt werden. Ferner sollen die Infrastrukturmaßnahmen für Kohleausstiegs-Regionen sowie neue Nahverkehrskonzepte der Länder mit einfließen.
Der Auftrag, der mittlerweile einen Prognosehorizont von 2040 vorsieht, wurde im September 2021 erteilt. Im November 2022 wurde die darauf aufsetzende Fortschreibung des Zielfahrplans ausgeschrieben. Der Auftrag soll über 24 Monate laufen. Der Auftrag wurde im Februar 2023 an SMA und Partner vergeben. Am 25. April 2023 fand eine Online-Auftaktpräsentation mit Beteiligten statt. Bis 14. Juli 2023 können diese „Wünsche“ mittels eines standardisierten Formulars eingereicht werden. Vom 19. bis 28. September[veraltet] sind Erörterungstermine in sieben regionalen Runden mit den Ländern geplant, Anfang Oktober[veraltet] zwei Runden mit Güterverkehrs- und Fernverkehrsunternehmen. Im vierten Quartal 2023 sollte der Abgleich mit der Verkehrsprognose 2040 erfolgen. Im ersten Quartal 2024 waren weitere Gespräche mit Beteiligten geplant, bevor der überarbeitete Zielfahrplan Mitte 2024 vorgelegt werden sollte. Seit Ende Mai 2025 kursiert in Fachkreisen der vertrauliche Entwurf zur Fortschreibung des Zielfahrplans. Im Vergleich zum dritten Gutachterentwurf wird u. a. der Güterverkehr nun mit einheitlich 100 km/h unterstellt (zuvor teils 120 km/h), die 2024 erstellte Verkehrsprognose für 2040 sowie Maßnahmen des Investitionsgesetzes Kohleregionen sowie Abstimmungsergebnisse mit Nachbarländern eingearbeitet. Ferner flossen neue politische Zielsetzungen ein, insbesondere die Anbindung von Luftfahrt-Drehkreuzen. Die Veröffentlichung des fortgeschriebenen Zielfahrplans steht aus (Stand: August 2025).
Im August 2023 schrieb das Bundesverkehrsministerium ferner Beratungsleistungen aus, um einen „Strategischen Umsetzungsplan Deutschlandtakt“ zu entwickeln. Der langfristige Zielfahrplan solle „in transparente Ausbauschritte“ aufgeteilt und entsprechend priorisiert werden.

## Infrastrukturmaßnahmen
Zur Umsetzung des Deutschlandtaktes sind über die bislang im Bundesverkehrswegeplan 2030 vorgesehenen Vorhaben hinaus im dritten Gutachterentwurf insgesamt 181 neue oder angepasste Infrastrukturmaßnahmen erforderlich, die mittelbar oder unmittelbar dem Schienenpersonenfernverkehr oder dem Schienengüterverkehr dienen. Dazu zählen unter anderem:
- Neubaustrecke Bielefeld–Hannover[34]
- Neubaustrecke Nürnberg–Würzburg[34]
- Überwerfungsbauwerke in Erfurt[34]

Darüber hinaus soll ein Fernbahntunnel im Nordzulauf Stuttgart über den Deutschlandtakt in den Bundesverkehrswegeplan aufgenommen werden. Auch ein Ausbau der Hamburg-Altonaer Verbindungsbahn ist vorgesehen.
Der Entwurf für die Bewertung von Infrastrukturmaßnahmen für den dritten Gutachterentwurf wurde am 18. August 2021 veröffentlicht. Im Ergebnis der volkswirtschaftlichen Bewertung steht – jeweils bezogen auf das Jahr 2015 (Barwert) – ein Nutzen von 43,4 Milliarden Euro Gesamtkosten von 30,1 Milliarden Euro gegenüber. Damit ergibt sich ein Nutzen-Kosten-Verhältnis von 1,4. 24,2 Milliarden Euro Nutzen entfallen auf den Personenverkehr, 21,6 Milliarden Euro auf den Güterverkehr. Auf Basis dieser Bewertung wird der Deutschlandtakt als Ganzes in die höchste Dringlichkeitskategorie des Bedarfsplans für die Bundesschienenwege, den sogenannten „vordringlichen Bedarf“ eingeordnet. Das hat zur Folge, dass für die enthaltenen 181 Infrastrukturprojekte die Planung vorbereitet werden kann. Die Veröffentlichung der Infrastrukturliste war zuvor für Juli 2020 geplant gewesen.
Außerdem wurde eine Liste von Infrastrukturmaßnahmen veröffentlicht, die ausschließlich dem Schienenpersonennahverkehr dienen und aus den Angebotsplänen der Länder bzw. Aufgabenträger abgeleitet sind. Diese Maßnahmen sind nicht Teil des Bedarfsplans für die Bundesschienenwege, weshalb ihre Wirtschaftlichkeit nicht im Rahmen des Deutschlandtakts bewertet wurde.
Im Entwurf für die Bewertung von Infrastrukturmaßnahmen sind folgende Einzelmaßnahmen aufgelistet:
| Strecke/Knoten                                        | Maßnahme |
| ----------------------------------------------------- | --- |
| Oldenburg – Leer                                      | - zweigleisiger Abschnitt Bad Zwischenahn – Westerstede-Ocholt - Stickhausen-Velde: drittes Gleis für Eigenkreuzung GV bei gleichzeitig passierendem SPV |
| Aschaffenburg – Würzburg                              | zweigleisige NBS Heigenbrücken (Abzw. niveaufrei) – Abzw Nantenbach (Abzw. niveaufrei) für 230 km/h |
| Hanau – Aschaffenburg                                 | - viergleisiger Abschnitt Großkrotzenburg – Steinerts; Geschwindigkeitserhöhung auf Ferngleisen auf 230 km/h - im Abschnitt Großauheim – Steinerts: Abzweige in Großkrotzenburg und Steinerts niveaufrei (in Steinerts sowohl von den schnellen als auch von den langsamen Gleisen in die Kurve Richtung Mainaschaff) |
| Koblenz – Trier                                       | neue Bahnsteigkante in Bullay DB am Ausweichgleis in Richtung Trier (heute Gleis 3) |
| Gießen – Kassel                                       | je eine neue Weichenverbindung im nördlichen und südlichen Bahnhofskopf von Cölbe zw. Gleis 4, 3 und 2 sowie der Strecke 2870; Verschwenkung des Durchfahrtsgleises Nord–Süd nach Gleis 2 |
| Kassel – Gießen / Bebra                               | - zwei neue Bahnsteiggleise in Baunatal-Guntershausen; ein Bahnsteiggleis auf der Außenseite in Richtung Guxhagen -> Kassel, ein Bahnsteiggleis auf der Innenseite in Richtung Wabern -> Kassel = anstelle des bestehenden Hauptgleises 3 (Versetzen der bestehenden Hauptgleise westlich notwendig) - Nordkopf: DKW statt Kreuzung für parallele Fahrmöglichkeiten von Gleis 1 -> Kassel und von Kassel -> Gleis 3 - Südkopf: neue Weichenverbindung vom Gleis 3 in Streckengleis nach Guxhagen |
| Mainz – Frankfurt Flughafen                           | - drittes Gleis Mainz-Bischofsheim Pbf – Abzw Mönchwald und niveaufreie Anbindungen in das Bestandsnetz - niveaufreie Einfädelung Abzw Mönchhof und Abzw Mönchwald - zweigleisiger Ausbau der Strecke Abzw Mönchhof – Abzw Mönchwald |
| Knoten Wiesbaden                                      | - Abzw Kaiserbrücke Ost – Wiesbaden Hbf: Reaktivierung des 2. Gleises der Strecke 3528 zwischen Wiesbaden Ost und Wiesbaden-Salzbach, zusätzlich parallele Weichenverbindung in Wiesbaden-Salzbach: parallele Fahrten Wiesbaden – 3603 – 3528 – Mainz und Wiesbaden – 3505 – 3603 – Frankfurt - parallele Weichenverbindung auf der Strecke Wiesbaden Hbf – Abzw Wiesbaden Kinzenberg am Abzw Kinzenberg - Ausrüstung für GWB Wiesbaden Hbf – Abzw Kinzenberg für N21 HE |
| Lünen – Münster                                       | vollständig zweigleisiger Ausbau Werne an der Lippe – Münster-Amelsbüren |
| Dortmund – Hamm                                       | drittes Gleis Dortmund Dbw – Hamm; zusätzliches viertes Gleis Abzw Dortmund Dbw – Dortmund-Scharnhorst |
| Knoten Hamm                                           | - Umbau Knoten Hamm (mit ABS/NBS Dortmund – Hamm – Bielefeld – Seelze) zur Kapazitätssteigerung bzw. Engpassauflösung sowie zur Knotenbildung: - Überwerfung von Dortmund nach Gleis 712 und von Gleis 711 nach Unna - Gleis 713 wird durchgehendes RRX-Hauptgleis Richtung Dortmund - Gleis 712 wird durchgehendes RRX-Hauptgleis Richtung Bielefeld - mittiges Wartegleis für SGV Richtung Bielefeld im Nordkopf (740 m) - Umfahrung DKW 804 in Richtung Hamm – Dortmund (Eilgutgleis) durch Bau einer Verbindung DKW 842 – Gleis 670 – Eilgutgleis - Ertüchtigung G-Bahn zwischen Selmig und Abzw Hps |
| Hamm – Bielefeld – Hannover                           | - Ausbau Fernbahn Hamm – Bielefeld für bis zu 300 km/h; - Ertüchtigung der Güterbahn Hamm – Herford (Gz-Gleise) für den Personenverkehr (160 km/h); neue Schweichelner Kurve, Anpassung div. Bahnhofstopologien, Bahnsteige an der Strecke 2990 - Gleisaufweitung für Bau eines Mittelbahnsteigs in Gütersloh (Gleis 5 und 6) - Bau von Überholgleisen für den Personenverkehr (Nutzlänge 215 m) in Ahlen und Oelde - NBS/ABS Bielefeld – Seelze für bis zu 300 km/h - Bau eines zusätzlichen Außenbahnsteigs in Minden an Gleis 14 für die wendende Express-Linie (heutiger RE6) - Wunstorf – Hannover: Überwerfungsbauwerk Seelze - zusätzlicher Bahnsteig Gleis 4 im Bahnhof Haste |
| Löhne – Rheine                                        | Geschwindigkeitserhöhung Löhne – Osnabrück auf bis zu 160 km/h und Weichen für höhere Geschwindigkeiten in Löhne |
| Knoten Bielefeld                                      | neuer Mittelbahnsteig in Bielefeld Hbf zwischen den Gleisen 7 und 8, zusätzliche Weichen |
| Knoten Dortmund                                       | Bahnsteigabschnittssignale in Dortmund Hbf an Gleis 26 zur Doppelbelegung Emschertal-Bahn / Westmünsterland-Bahn |
| Knoten Aachen                                         | - Aachen Hbf: doppelte Weichenverbindung nach Gleis 28 im Westkopf und Anbindung Gleis 26 von Aachen West - Herstellung zweier mittiger GV-Überholgleise in Aachen Hbf als Warteposition für Güterzüge |
| Knoten Köln                                           | Abzw Flughafen Nordwest (Köln-Kalk Bft Gremberghoven): zusätzliche Verknüpfungen der Strecke 2651 (Siegstrecke) mit der Strecke 2690 (SFS Köln – Rhein/Main) |
| Gießen – Frankfurt                                    | Frankfurt West: Achsverschwenkung um eine Achse nach Westen, um Gleis 4 für Puffern der Züge von der S-Bahn-Strecke (3684) auf die Strecke 3900 nutzen zu können |
| Gießen – Fulda                                        | - zweigleisiger Ausbau Grünberg – östlich Grünberg im Bereich des Kreuzungsbahnhofs; Anpassung LST - zweigleisiger Ausbau im Bereich des Kreuzungsbahnhofs Zell-Romrod; Anpassung LST - zweiter Bahnsteig Wallenrod; Anpassung LST - zweigleisiger Ausbau westlich des Kreuzungsbahnhofs Großen Buseck (Richtung Gießen); Anpassung LST - Ausbau mit Streckenbeschleunigung zwischen Reiskirchen und Grünberg |
| Bodenburg – Groß Düngen                               | Ertüchtigung der Strecke Bodenburg – Groß Düngen für eine Streckengeschwindigkeit von 80 km/h |
| Osnabrück – Bremen                                    | mittiges Wendegleis in Twistringen für S-Bahn Bremen |
| Knoten Hanau                                          | Überwerfung im Ostkopf von Hanau Hbf |
| Darmstadt – NBS R/M-R/N – Mannheim                    | eingleisige Südanbindung von Darmstadt an SFS Rhein/Main–Rhein/Neckar (Frankfurt – Mannheim) mit niveaufreier Einbindung |
| Frankfurt – Göttingen / Gersfeld – Fulda              | geänderte Weichenverbindung im Bft Fulda-Bronnzell |
| Offenbach West Abzw – Hanau Nordseite                 | zusätzliche zweigleisige Strecke Offenbach West Abzw – Hanau Nordseite mit bis zu 200 km/h |
| Fulda – Erfurt                                        | - Erhöhung Geschwindigkeit der BVWP-Maßnahme (Verbindung von NBS Würzburg – Hannover nach Blankenheim) von 200 auf 230 km/h und Verlängerung des Ausbaus bis Gerstungen - Erhöhung Vmax der NBS Kirchheim – Blankenheim – Gerstungen auf mind. 230 km/h zur Erreichung der Zielfahrzeit - Ausbau der Strecke von Bebra (Anschluss von SFS) bis Beginn Hönebacher Tunnel auf 230 km/h - Ertüchtigung der Ortsdurchfahrt Hönebach auf 160 km/h und Ausbau der Strecke von Hönebach bis Gerstungen auf 200 km/h |
| Appenweier Kurve – Appenweier-Muhrhaag                | zweigleisiger Ausbau Appenweier Kurve – Appenweier Muhrhaag mit mittigem Wartegleis für den Güterverkehr auf der SFS Karlsruhe – Basel |
| Abzw Appenweier Renchtal – Bad Griesbach              | höhenfreie Einbindung Abzw Appenweier Renchtal in die badische Rheintalbahn |
| Knoten München                                        | zusätzlicher Bahnhofssteg in München Hbf |
| Knoten Hannover                                       | - zusätzliche Personenunterführung Hannover Hbf - eingleisige Verbindungskurve Hannover-Burg von Strecke Bielefeld – Hannover (niveaugleiche Ausfädelung) zur Strecke Hannover – Hamburg (niveaufreie mittige Einbindung) - Lehrte West – Lehrte Nord: Überwerfung - Ostkopf Lehrte: zusätzliche Gleisachsen und Weichen |
| Knoten Donauwörth                                     | - Überwerfungsbauwerk Donauwörth für durchgehende Züge auf der Strecke 5381 - Achsverschwenkung des Hauptgleises Treuchtlingen – Augsburg in Donauwörth auf Gleis 4 und parallele Fahrstraße Riesbahn -> Gleis 5 |
| Würzburg – Nürnberg                                   | - NBS Würzburg – Nürnberg (Rottendorf – Fürth-Bislohe) inkl. Einbindung in den Knoten Nürnberg, Neu-/Ausbau auf bis zu 300 km/h - mindestens ein Überholgleis an geeigneter Stelle im Abschnitt Rottendorf – Fürth-Bislohe - Würzburg Hbf – Rottendorf: Ausbau durch viertes Gleis - Überwerfung von Streckengleis aus Fürth auf Streckengleis aus Schweinfurt sowie 5 zusätzliche Weichenverbindungen Würzburg Hbf (z. T. mit Weichenrückbau und Verschiebung von Bahnsteigen zur Gewährleistung der Längenentwicklung) - Fürth-Bislohe – Nürnberg Hbf: zusätzlicher Tunnel für SPFV - mittiges Wendegleis Neustadt (Aisch) für den Personenverkehr mittels Gleisverschwenkung |
| Knoten Ingolstadt                                     | neues Zugdeckungssignal an Gleis 1 in Ingolstadt Hbf |
| Knoten Mannheim                                       | - Wartegleis in Friedrichsfeld Süd für den Güterverkehr der Relation Heidelberg – Mannheim Rbf - Mannheim Hbf: Schnellfahrweichen im Südkopf Mannheim für schnellere Ein- und Ausfahrten |
| Wolfsburg – Stendal – Berlin                          | - parallele Fahrmöglichkeit am Abzw Nahrstedt von der Schnellfahrstrecke Richtung Stendal und von Stendal in Richtung Gardelegen - Zweigleisigkeit Uchtspringe – Vinzelberg – Abzw Nahrstedt inkl. Bahnhofsausbauten mit schienenfreien Zugängen sowie Neuerstellung der Außenbahnsteige - Ausbau für Vmax = 300 km/h (280 bis 300 km/h von Oebisfelde bis Bamme mit 2 Einbrüchen bei Staffelde und Rathenow, Ribbeck – Bamme mit 250 oder 300 km/h, Ribbeck – Wustermark mit 280 km/h) |
| Berlin – Halle (Saale)                                | - dreigleisiger Abschnitt Muldenstein – Radis mit Kreuzungsmöglichkeit Radis - viergleisiger Ausbau Berlin Südkreuz – Ludwigsfelde inkl. Einbindung in Berlin Südende - Reaktivierung von Bahnsteig Gleis 5 in Jüterbog für Züge v/n Treuenbrietzen |
| Leipzig – Dresden-Neustadt                            | zweigleisiger Abschnitt Engelsdorf – Borsdorf für die S-Bahn-Strecke |
| Schönebeck – Glindenberg                              | Nutzbarmachung der Güterstrecke Schönebeck – Magdeburg auch für den Personenverkehr |
| Knoten Erfurt                                         | Überwerfungsbauwerke Erfurt Hbf im Ost- und Westkopf |
| Coswig – Pirna                                        | Dresden Neustadt – Dresden Hbf (S-Bahn): Weichenverbindung von S-Bahn auf Fernverkehrs-Gleise im Vorfeld von Dresden Hbf, damit von S-Bahn-Gleisen auf Kopfgleise eingefahren werden kann |
| Knoten Leipzig                                        | - neue Gleisverbindung Leipzig-Radefeld/GVZ – Leipzig Messe für konfliktfreie Einführung S-Bahn auf S-Bahn-Gleise (6411) in Leipzig Messe - Anpassung (zusätzliche Weichen) Leipzig Messe Nord – Leipzig Messe - Leipzig Volkmarsdorf Bft – Leipzig Hbf: neue Weichenverbindung im Bahnhofsvorfeld, damit Gleis 11 von Dresdner Gleisen (Strecke 6363) erreichbar wird - zweigleisige Einfädelung in Leipzig-Wahren - mittiges Wartegleis Leipzig-Plagwitz für den Güterverkehr zum Abkreuzen der S-Bahn |
| Lübeck – Bad Schwartau                                | drittes Gleis Lübeck – Bad Schwartau aufgrund paralleler Fahrten |
| Lübeck – Büchen                                       | - Zweigleisiger Ausbau Ratzeburg – Büchen südlich Güster bis nördlich Büchen - ergänzend zum Ausbau für den SPNV: Bau eines dritten Gleises und Herstellung von 740 m Nutzlänge in Lübeck-Hochschulstadtteil in mindestens einem der Bahnhofsgleise - Ratzeburg: Herstellung von 740 m Nutzlänge in den Bahnhofsgleisen - zweigleisiger Ausbau Mölln – Güster |
| Knoten Hamburg                                        | - Hamburg Hbf – Hamburg-Bergedorf: Ertüchtigung der Strecke 1245 für zusätzliche Fahrmöglichkeit Hamburg – Berlin - Hamburg Hbf: Umbau Südkopf: Verkürzung Bahnsteig 7/8, Anbindung Gleise 6 und 7 in Richtung Abstellbahnhof / Strecke 1245 - Hamburg Hbf: Umbau Gleise 3/4 für Fern- und Regionalverkehr und Tieflegung S-Bahn von der Verbindungsbahn mit zwei zusätzlichen Bahnsteigkanten für die S-Bahn - Hamburg Hbf: neues Gleis 15 als Stumpfgleis - Hamburg-Altona – Hamburg Hbf: Umbau der S-Bahn-Strecke auf der Verbindungsbahn für Nutzung durch Fern- und Regionalverkehr - Buchholz (Nordheide): Überwerfung zur niveaufreien Führung der Züge von Maschen Richtung Rotenburg - Maschen – Stelle – Ashausen: Umbau des Knotens, so dass 2 Züge parallel und niveaufrei sowohl in das außenliegende Gleis als auch in das innenliegende Gleis der Strecke Hamburg – Lüneburg ein- und ausfahren können |
| Hamburg – Berlin                                      | - Wittenberge: zusätzliche Bahnsteigkante und Weichenverbindung; Optimierung LST für gleichzeitige Ein- und Ausfahrten; Verkürzung Zugfolgezeiten v/n Berlin und Ludwigslust - drittes Gleis zw. Neustadt und Nauen (SPNV in der Mitte mit Bahnsteigen, SPFV außen ohne Bahnsteige) - drittes und viertes Gleis zw. Nauen und Berlin-Spandau (Richtungsbetrieb, langsame Gleise mit Mittelbahnsteig innen) - durchgehende Zweigleisigkeit im Bahnhof Hagenow Land für die Relation Hamburg – Schwerin - zusätzliche Weichenverbindung im Nordkopf von Ludwigslust |
| Jüterbog – Falkenberg                                 | Linda – Holzdorf: Begegnungsabschnitt (ohne Ausbau der Stationen) aufgrund angepasster Fahrlage als Folge der Streckenbelegung Berlin – Jüterbog |
| Knoten Berlin                                         | - Berlin Hbf (Nord-Süd-Tunnel): Einbau der Optionsweichen zur Herstellung weiterer Fahrstraßen - Umbau Westkopf Berlin-Spandau zur viergleisigen Einbindung der Hamburger Bahn, zweigleisiger Ausbau der Strecke 6179 zwischen Nennhauser Damm und Berlin-Spandau, zusätzlicher Bahnsteig mit zwei Bahnsteigkanten an der Güterstrecke bzw. den beiden südlichen Gleisen |
| Berlin – Dresden / BER                                | Abzweig Selchow: Überwerfung zur niveaufreien Fahrmöglichkeit von Berlin Flughafen BER auf den Außenring |
| Rostock – Stralsund                                   | Umbau Rövershagen zum Kreuzungsbahnhof v/n Graal-Müritz, inkl. Beseitigung des höhengleichen Bahnsteigzugangs |
| Knoten Neustrelitz                                    | Neustrelitz: Bau einer zusätzlichen, beidseitig angebundenen Bahnsteigkante |
| Ingolstadt – München                                  | - Ingolstadt – Petershausen: Ergänzung um ein drittes und viertes Gleis - drittes Gleis Dachau – München Hbf an SPFV-Gleisen - Petershausen: je ein seitenrichtiges Überholgleis für den Güterverkehr |
| Lindau – München                                      | Ein Gleis für SGV zusätzlich zu SPV-Planungen (Verlängerung Überholgleis Bf Tannheim) |
| Augsburg – Ulm                                        | - Aus-/Neubaustrecke Neu-Ulm – Augsburg inkl. Anbindung von Günzburg - Beseitigung höhengleicher Bahnsteigzugang Nersingen |
| Ingolstadt – Donauwörth – Günzburg                    | - Blindheim: drittes Gleis - Weichering: Nutzbarmachung und Anpassung des 3. Gleises für den SGV (Nutzlänge und LST) - Rohrenfeld: drittes Gleis für den Güterverkehr |
| Regensburg – Ingolstadt                               | - Thaldorf-Weltenburg: neuer Kreuzungsbahnhof für Güterzugkreuzung - Vohburg – Münchsmünster: zweigleisiger Abschnitt |
| München – Landshut – Regensburg                       | - Erhöhung der Streckengeschwindigkeit auf 160 km/h - Neufahrn Nord – Freising: viergleisiger Ausbau - Neufahrn Nord – Freising: Einbindung viergleisiger Ausbau zur flexiblen Nutzung der Gleise - viergleisiger Ausbau Regensburg – Obertraubling inkl. Überwerfungsbauwerk in Obertraubling |
| Augsburg – München                                    | Augsburg Hbf – München: Überholgleise in beide Richtungen für SGV zwischen Malching und Maisach |
| Knoten München                                        | - Augsburg Hbf – München: zusätzliche Bahnsteigkante in München-Pasing auf der Nordseite - viergleisiger Ausbau Pasing – Eichenau - Optimierung Gleisvorfeld München Hbf: Umbau Kreuzung IV in EKW (Gleis 11), zus. Weichenverbindung Hbf – Starnberger Flügelbahnhof, Versetzung Lichtsperrsignal 216 (Gleis 15) in Richtung Weichengrenzzeichen |
| Landshut – Plattling                                  | - neuer Bahnhof Ergolding mit zwei zusätzlichen Gleisen für SGV - Niederaichbach KKW Isar. zwei Gleise für den SGV für Begegnung Überholung von Güterzügen |
| Schwandorf – Furth im Wald                            | - zweigleisiger Abschnitt Altenschwand – Bodenwöhr Nord - zweigleisiger Abschnitt Cham – Cham Schwedenschanze - zweigleisiger Abschnitt Weiding – Amschwang |
| Nürnberg – Regensburg – Passau                        | - Plattling: mittiges Wendegleis für SPV durch Gleisverschwenkung - Straßkirchen: mittiges Überholgleis - Beratzhausen: mittiges Überholgleis - Undorf: mittiges Überholgleis |
| München – Mühldorf                                    | Umbau München-Riem m Truderinger Spange und Daglfinger Kurve; optionale Durchbindetrasse zusätzlich erforderlich (Weiche 530 bis 528); Ersatzbauwerk (Überwerfung im Bereich München Ost Rbf) zur Entflechtung S-Bahn und übrigem Verkehr |
| Donauwörth – Augsburg                                 | Augsburg-Oberhausen: Ertüchtigung von Gleis 170 zum Hauptgleis zur Durchführung von Zugfahrten |
| Mühldorf – Braunau                                    | - Elektrifizierung der Strecke Mühldorf – Grenze D/A (Braunau) - neuer Kreuzungsbahnhof Julbach |
| Hannover – Hamburg                                    | Herstellung paralleler Fahrmöglichkeiten in Celle für die S-Bahn Richtung Lehrte und den SGV Richtung Hamburg |
| Büchen – Lüneburg                                     | - Ausbau Adendorf zum verkehrlichen Kreuzungsbahnhof ergänzend zum Ausbau für den SPNV, Bau eines dritten Gleises und Herstellung von 740 m Nutzlänge in mindestens zwei der Bahnhofsgleise - Lauenburg: Bau eines dritten Gleises mit 740 m Nutzlänge zur Kreuzung/Überholung von Güterzügen |
| Uelzen – Bremen                                       | - zweigleisiger Ausbau Frielingen – Stadt Visselhövede Awanst - Brockhöfe Awanst: Ausbau zum Kreuzungsbahnhof für Güterverkehr inkl. Gleis für SPNV - Harber Awanst: Ausbau zum Kreuzungsbahnhof für Güterverkehr - Ausbau Visselhövede zum Kreuzungsbahnhof für Güterverkehr - Langwedel: niveaufreie Anbindung der Strecke Langwedel – Uelzen |
| Hannover – Lehrte – Braunschweig                      | Überwerfung Groß Gleidingen von Beddingen in Richtung Lehrte im Ostkopf |
| Wanne-Eickel – Hamburg                                | Bau eines mittigen Puffergleises hinter dem Abzw Utbremen |
| Bremen – Oldenburg                                    | zweigleisiger Ausbau der SGV-Kurve Bremen Hbf ehem. Bwn – Bremen Hbf |
| Bremerhaven-Wulsdorf – Bremervörde – Verden (NE-Bahn) | - zweigleisiger Ausbau Heidekultur – Wehdel - Verbindungsspange Waffensen – Unterstedt - Ausbau Elsdorf zum Kreuzungsbahnhof mit 740 m Nutzlänge - Elektrifizierung Bremerhaven-Wulsdorf – Bremervörde - Elektrifizierung Rotenburg – Bremervörde inkl. der neu zu bauenden Kurve Waffensen – Unterstedt |
| Stralsund – Sassnitz                                  | - Verlängerung der Bahnsteige Lietzow - Geschwindigkeitsanhebung Rügendamm – Lietzow auf 100 km/h |
| Nienburg – Minden                                     | - Ausbau Bahnhof Leese RWG zum Kreuzungsbahnhof - Nienburg: Überwerfung für die Relation Minden -> Verden |
| Bruchsal – Rheinsheim – Rohrbach                      | zweigleisiger Ausbau Germersheim – Graben-Neudorf sowie Ertüchtigung Graben-Neudorf für SGV |
| Mainz-Bischofsheim – Darmstadt Hbf                    | niveaufreie Kreuzung der Strecken Mainz – Aschaffenburg und NBS Nordanbindung Darmstadt im Bereich Abzw Weiterstadt Stockschneise |
| Groß Gerau-Dornberg – Klein-Gerau Eichmühle           | zweigleisiger Ausbau Groß Gerau-Dornberg – Klein-Gerau Eichmühle |
| Hannover-Vinnhorst – Maschen Pbf                      | - Hannover-Vinnhorst – Maschen Pbf: Bau einer Aus-/Neubaustrecke, Verlauf und Kilometrierung offen, Vmin mind. 250–300 km/h je nach Trassierung zur Erreichung der Zielfahrzeit 59 Minuten Hamburg Hbf – Hannover Hbf (ohne Halt in Harburg) - Dorfmark: Bau eines Güterüberholbahnhofs - Bispingen: Bau eines Güterüberholbahnhofs |
| Stuttgart – Backnang – Nürnberg                       | - gleichzeitige Einfahrten Sulzbach - Erhöhung der Einfahrgeschwindigkeit in Waiblingen aus Richtung Backnang auf 80 km/h |
| Knoten Stuttgart                                      | - Stuttgart-Bad Cannstatt: Weichenverbindung für verbesserte Anbindung des Abstellbahnhofs - Neubaustrecke im Nordzulauf Langes Feld – Stuttgart Hbf - Stuttgart Hbf – Stuttgart-Feuerbach: Neubau/Reaktivierung Bestandsstrecke („P-Option“) mit Einbindung in den Zulauf Bad Cannstatt |
| Stuttgart – Singen                                    | Böblingen: mittiges Wartegleis für GV Richtung Kornwestheim |
| Stendal – Uelzen                                      | Zweigleisigkeit Veerßen – Uelzen in der Relation Uelzen – Stendal |
| Knoten Ludwigshafen                                   | - Ludwigshafen-Mundenheim: zweigleisige Einbindung des Gbf Ludwigshafen in die Strecke Richtung Schifferstadt + zwei Weichenverbindungen vom mittigen Puffergleis 503 ins Gleis 502 (Richtung Hbf und Richtung Lu-Rheingönheim) - zwei Weichenverbindungen in Ludwigshafen Hbf hoch (Süd): durchgehende Zweigleisigkeit der Strecke 3522, Verbindung von südlichem Bahnsteiggleis Ludwigshafen Hoch nach Gleis 12 ohne Bahnsteig in gleicher Richtung (östlich der Bahnsteige) |
| Gemünden – Würzburg                                   | - Veitshöchheim – Würzburg Rbf: mittiges Puffergleis für SGV (Einfahrt Würzburg Rbf) - Gemünden: mittiges Puffergleis für 740 m lange Güterzüge Würzburg – Aschaffenburg |
| Memmingen – Lindau                                    | - Kißlegg: zusätzliches Überhol-/Begegnungsgleis für SGV - Neubau Kreuzungsgleis Buxheim für den Güterverkehr |
| Sandersleben – Halle                                  | Kreuzungsgleis Nauendorf zur Erfüllung des Mengengerüsts SGV |
| Berlin – Lehrte                                       | - Weichenverbindungen Wustermark zur Kapazitätssteigerung - Überholgleis Rathenow |

Am 24. Juni 2022 fand in Mainz die erste von vier geplanten Regionalkonferenzen statt, auf der Bundesminister Wissing die geplanten Infrastrukturmaßnahmen und damit verbundenen Verkehrsangebote in Baden-Württemberg, Hessen, Rheinland-Pfalz und dem Saarland vorstellte.
Eine weitere Regionalkonferenz fand am 7. Oktober 2022 in Nürnberg statt. Der Beauftragte der Bundesregierung für den Schienenverkehr und Parlamentarische Staatssekretär beim BMDV, Michael Theurer, informierte gemeinsam mit den Fachministern der Bundesländer Bayern und Thüringen und der Staatssekretärin im BMDV, Susanne Henckel, über die in der Region Süd-Ost geplanten Vorhaben/Maßnahmen.
Am 25. Oktober 2022 stellte der Beauftragte der Bundesregierung für den Schienenverkehr in Hamburg in der dritten von vier Regionalkonferenzen die Verbesserungen vor, die in der Region Nordwest für den Deutschlandtakt geplant sind.
Die vierte und letzte Regionalkonferenz für die Region Nord-Ost fand am 28. November 2022 in Berlin statt. Der Staatssekretär im Bundesministerium für Digitales und Verkehr, Stefan Schnorr, informierte über die in den Bundesländern Brandenburg, Berlin, Mecklenburg-Vorpommern, Sachsen-Anhalt und Sachsen vorgesehenen Maßnahmen.

## Umsetzung
Als ein erster Schritt in Richtung Deutschlandtakt wurde zum Fahrplanwechsel im Dezember 2020 auf der Relation Hamburg–Berlin ein Halbstundentakt eingeführt. Weitere Projekte sollen in den darauffolgenden Jahren schrittweise umgesetzt werden.
Der Deutschlandtakt als Fahrplanentwurf hat nicht die Aufgabe, die Erbringung der Verkehrsleistungen sicherzustellen, sondern dient der Infrastrukturplanung. Die Umsetzung der angesetzten Verkehre ist im Fernverkehr davon abhängig, welche Verbindungen DB Fernverkehr und andere Eisenbahnverkehrsunternehmen entscheiden, eigenwirtschaftlich anzubieten. Auch Verstärkerzüge sind nicht im Fahrplanentwurf enthalten, sondern können weiterhin nachfrageabhängig von den Verkehrsunternehmen angeboten werden. Im Nahverkehr hängt die Umsetzung davon ab, welche Leistungen von den zuständigen ÖPNV-Aufgabenträgern bestellt werden.
Der Koalitionsvertrag des Kabinetts Scholz sah vor, „den Schienengüterverkehr bis 2030 auf 25 Prozent“ zu steigern und den Schienenpersonenverkehr zu verdoppeln sowie den Zielfahrplan des Deutschlandtaktes und die Infrastrukturkapazität darauf auszurichten. Die Koalition plante „erheblich mehr in die Schiene als in die Straße investieren, um prioritär Projekte eines Deutschlandtaktes umzusetzen“. Der Deutschlandtakt sollte „infrastrukturell, finanziell, organisatorisch, eisenbahnrechtlich und europarechtskonform“ abgesichert werden. Der Koalitionsvertrag benannte 13 Projekte des Deutschlandtaktes, die „beschleunigt auf den Weg“ gebracht und „mit hoher politischer Priorität“ umgesetzt werden sollten.
Die Deutsche Bahn plante um 2021, im Zuge des Deutschlandtakts den Fahrzeugbestand für den Fernreiseverkehr deutlich auszubauen. Mit bis zu 600 Intercity-Express-Zügen sollen die Reisendenzahlen auf 260 Millionen im Jahr gesteigert werden.

## Kritik und ergänzende Vorschläge
Das Bündnis für fairen Wettbewerb im Schienenverkehr (Mofair) bemängelt unter anderem die Ausrichtung des Deutschlandtakts an der Prognose zum Bundesverkehrswegeplan von 2016, die inzwischen teilweise übertroffen worden sei und im Übrigen seither ergangene politische Festlegungen nicht berücksichtige. Ferner fokussiere der Abschlussbericht auf Großprojekte und berücksichtige kleine und mittlere Maßnahmen noch nicht ausreichend. Ferner seien eine Reihe von infrastrukturellen Fragestellungen offen, beispielsweise die Berücksichtigung von Effekten der Digitalen Schiene Deutschland. Angesichts von Projekten im Umfang von nunmehr 100 Milliarden Euro im vordringlichen Bedarf des Bundesverkehrswegeplans, bei gleichzeitig im Haushalt vorgesehener etwa zwei Milliarden Euro, sei eine Finanzierungsperspektive zu schaffen.
Auch die Berücksichtigung des Güterverkehrs stieß auf Kritik. Zwar trage dieser fast die Hälfte des Nutzens der für den Deutschlandtakt geplanten Infrastrukturen bei, komme jedoch in dem im September 2021 vorgelegten Schlussbericht kaum vor. Es bleibe unklar, wie die im Zielfahrplan hinterlegten Güterzugtrassen gebildet wurden, ebenso unterstellte Überholungen. Ferner deckten die Systemtrassen lediglich die Verkehrsprognose des Bundesverkehrswegeplans 2030 vollständig ab, was einem Marktanteil von 19 Prozent entspreche, während das politische Ziel bei 25 Prozent liege.
Nach einer Untersuchung des Nachrichtenmagazins Der Spiegel könnten über einen weiteren umfassenden Ausbau von Bestandsstrecken zusätzliche deutliche Reisezeitverkürzungen erzielt werden, so dass der innerdeutsche Flugverkehr weitgehend obsolet würde. Dies würde neben einem umfassenden Ausbau des Streckennetzes auf eine Höchstgeschwindigkeit von 300 Kilometern pro Stunde insbesondere optimierte Zu- und Abfahrtswege zwischen dem jeweiligen Bahnhof und der nächsten Schnellfahrstrecke verlangen, so dass die Züge direkt nach Abfahrt auf mindestens 160 km/h beschleunigen können und damit weniger Zeit verlieren, bis sie den nächsten Hochgeschwindigkeitsabschnitt erreichen. Ein derartiges Hochgeschwindigkeitsnetz wird von dem im Mai 2019 vorgestellten „zweiten Gutachterentwurf“ des Deutschlandtakts nicht konsequent umgesetzt, da dieser für einzelne Verbindungen verlängerte Fahrzeiten vorsieht. Aktuell kommt der durch teure Neubaustrecken erarbeitete Geschwindigkeitsvorteil zudem oft nur unzureichend zum Tragen, da viele langsam zu befahrende Streckenabschnitte die Durchschnittsgeschwindigkeit der Bahn verringern und so die Reisezeiten verlängern.
Diesen Grundgedanken (Reduzierung der Anzahl von Kurzstreckenflügen über eine deutliche Beschleunigung des Hochgeschwindigkeitsverkehrs) griff im Oktober 2019 die Partei Bündnis 90/Die Grünen auf und forderte, zur Verminderung des innerdeutschen Flugverkehrs den Deutschlandtakt durch weitere Sprinterverbindungen zu ergänzen, um so die Bahnreisezeiten zwischen den großen deutschen Metropolen (Berlin, Hamburg, Köln, München) auf unter vier Stunden zu verkürzen.
Im Gegensatz dazu legte eine Gruppe um den Verkehrswissenschaftler Heiner Monheim den Weckruf „Takt vor Tempo“ vor; hierin wird der Deutschlandtakt kritisiert als zu sehr auf die „noch im alten Geist konzipierten Großprojekte der Höchstgeschwindigkeit“ fokussiert. Notwendig sei vielmehr ein Netzausbau in der Breite.
Kritisiert werden ferner unter anderem Intransparenz, fehlende Alternativprüfung, Risiken und vermeintliche Alternativlosigkeit. Bemängelt wird auch eine zu starke Fokussierung auf relativ wenige, aufwendige Hochgeschwindigkeitsstrecken zu Lasten der Bedienung der Fläche sowie der Umwelt- und Klimapolitik.
In der Diskussion um einige vorgeschlagene Infrastrukturmaßnahmen, beispielsweise die Neubaustrecke Bielefeld-Hannover, lehnen Kritiker die für den Deutschlandtakt erforderliche Vorfestlegung von Zielfahrzeiten ab, weil sie die Möglichkeiten zur Trassenauswahl zu stark einenge.
Die bisherige Bewertungsmethodik des Bundesverkehrswegeplans bildet wesentliche Ziele des Deutschlandtakts nicht ab. So unterscheidet das zu Grunde liegende Verkehrsmodell nicht unbedingt zwischen Knotenbahnhöfen und anderen Stationen. Auch liegt ein Schwerpunkt der Bewertung auf Fahrzeiten und nicht Reisezeiten, für deren Verkürzung mitunter relativ kleine Fahrzeitverkürzungen zur Erreichung von Knotenzeiten von wesentlicher Bedeutung sind.